# 拉德尼奇
49°43′40″N 23°10′18″E / 49.72778°N 23.17167°E
拉德尼奇（烏克蘭語：Раденичі），是烏克蘭西部的村莊，隸屬利維夫州的亞沃里夫區。該村始建於1429年，面積1.72平方公里，海拔高度237米，2001年人口1,170，人口密度每平方公里680.23人。